# Sejm grodzieński

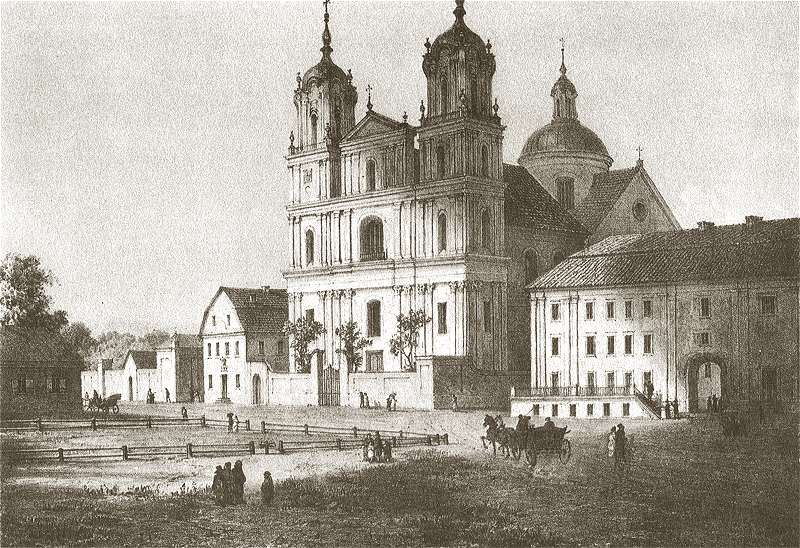
Po prawej stronie budynek Batorówki należący do Sapiehów, który mieścił rezydencję króla Augusta II Mocnego, na którego tyłach wznosił się Pałac Sapiehów (Sapieżyński) mieszczący Izbę Poselską i Izbę Senatorską.

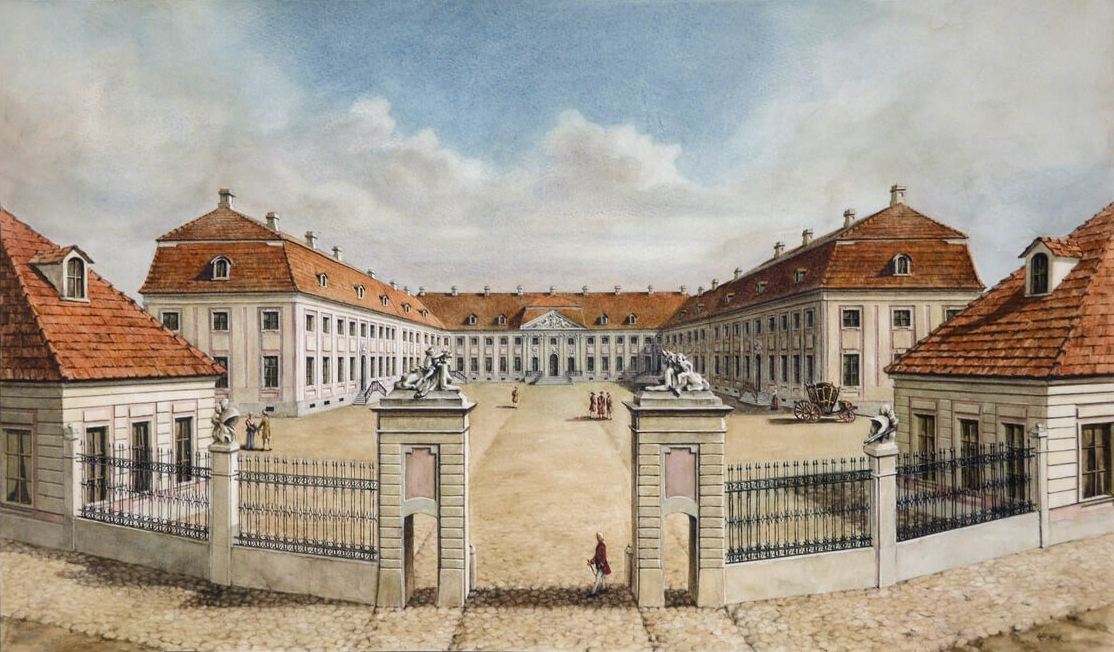
Nowy Zamek w Grodnie w XVIII wieku

Sejm grodzieński – zbiorcza nazwa dla sejmów I Rzeczypospolitej, odbywających się w Grodnie. Sejm odbywający się w Warszawie w 1673 zdecydował, że co trzeci sejm (z wyłączeniem tych, które wiązały się z elekcją króla – konwokacyjnych, elekcyjnych i koronacyjnych) będzie odbywał się w Grodnie. Miało to zaakcentować fakt, że Rzeczpospolita składa się z Korony i Wielkiego Księstwa Litewskiego (alternata). Miasto Grodno zyskało tym samym obok Warszawy status Miasta Sejmowego Rzeczypospolitej, natomiast w świadomości ówczesnych stolicami w dalszym ciągu były Kraków i Wilno. W Grodnie odbyło się jedynie 11 sejmów. Pierwsze w latach: 1678-1679, 1688, 1693. Potem nastąpiła przerwa związana z elekcją Augusta II Mocnego, wielką wojną północną i walkami wewnętrznymi w kraju. Kolejne sejmy grodzieńskie, już w czasach saskich, odbyły się w latach: 1718, 1726, 1729, 1730, 1744, 1752. 
W czasie panowania Stanisława Augusta Poniatowskiego w Grodnie odbyły się jedynie dwa sejmy: w roku 1784 oraz sejm grodzieński z 1793, który potwierdził II rozbiór Polski i okazał się ostatnim sejmem I Rzeczypospolitej.
| Od                  | Do                   | Król                         | Miejsce                              | Marszałek Sejmu                                     |
| ------------------- | -------------------- | ---------------------------- | ------------------------------------ | --------------------------------------------------- |
| 15 grudnia 1678     | 3 kwietnia 1679      | Jan III Sobieski             | Stary Zamek w Grodnie                | Franciszek Stefan Sapieha koniuszy wielki litewski  |
| 27 stycznia 1688    | 5 marca 1688         | Jan III Sobieski             | Stary Zamek w Grodnie                | Andrzej Giełgud pisarz wielki litewski              |
| 9 stycznia 1693     | 11 lutego 1693       | Jan III Sobieski             | Stary Zamek w Grodnie                | Michał Kryszpin-Kirszensztein pisarz polny litewski |
| 3 października 1718 | 14 listopada 1718    | August II Mocny              | Batorówka i Pałac Sapiehów w Grodnie | Krzysztof Zawisza starosta miński                   |
| 28 września 1726    | 9 listopada 1726     | August II Mocny              | Batorówka i Pałac Sapiehów w Grodnie | Stefan Potocki referendarz koronny                  |
| 22 sierpnia 1729    | 27 sierpnia 1729     | August II Mocny              | Batorówka i Pałac Sapiehów w Grodnie | zerwany przed obiorem                               |
| 2 października 1730 | 14 października 1730 | August II Mocny              |                                      | zerwany przed obiorem                               |
| 5 października 1744 | 19 listopada 1744    | August III Sas               | Nowy Zamek w Grodnie                 | Tadeusz Ogiński oboźny litewski                     |
| 2 października 1752 | 26 października 1752 | August III Sas               | Nowy Zamek w Grodnie                 | Józef Adrian Massalski starosta grodzieński         |
| 4 października 1784 | 13 listopada 1784    | Stanisław August Poniatowski | Nowy Zamek w Grodnie                 | Ksawery Chomiński starosta piński                   |
| 17 czerwca 1793     | 23 listopada 1793    | Stanisław August Poniatowski | Nowy Zamek w Grodnie                 | Stanisław Kostka Bieliński cześnik koronny          |